# Verrucosa simla
Verrucosa simla Lise, Kesster & Silva, 2015 è un ragno appartenente alla famiglia Araneidae.

## Etimologia
Il nome della specie deriva dalla località di rinvenimento degli esemplari: la stazione di ricerca Simla Research Station, sull'isola di Trinidad.

## Caratteristiche
L'olotipo maschile rinvenuto ha lunghezza totale è di 4,10mm; la lunghezza del cefalotorace è di 2,30mm; e la larghezza è di 1,95mm.

## Distribuzione
La specie è stata reperita nella parte settentrionale dell'isola di Trinidad: l'olotipo maschile è stato rinvenuto nella stazione di ricerca Simla Research Station, nella regione di Tunapuna-Piarco.

## Tassonomia
Al 2015 non sono note sottospecie e non sono stati esaminati nuovi esemplari.